# Titanosauridae
Titanosauridi, neboli zástupci čeledi Titanosauridae (čeleď však není všemi paleontology uznávána a je někdy nahrazována kladem Lithostrotia), byli skupinou vývojově pokročilých sauropodních dinosaurů.

## Popis
Do této skupiny patří také největší dnes známí suchozemští živočichové, jako byly jihoamerické rody Argentinosaurus, Patagotitan nebo Futalognkosaurus. Největší zástupci této skupiny dosahovali zřejmě délky až ke 40 metrům a hmotnosti kolem 85 000 kilogramů. Například rod Argentinosaurus byl s 85 tunami těžší než například dopravní letadlo Boeing 737. Tito zejména křídoví sauropodi žili především na území dnešní Jižní Ameriky, jejich pozůstatky jsou však známé také z Evropy, Austrálie a východní Asie.

## Taxonomie skupiny
- Čeleď Titanosauridae (=Klad Lithostrotia)
  - Ampelosaurus (Francie)
  - Argentinosaurus (Argentina)
  - Austrosaurus (Austrálie)
  - Chubutisaurus (Argentina)
  - Epachthosaurus (Argentina)
  - Futalognkosaurus (Argentina)
  - Ligabuesaurus (Argentina)
  - Lirainosaurus (Španělsko)
  - Phuwiangosaurus (Thajsko)
  - Tangvayosaurus (Laos)